# Portal (série)
Portal é uma série de jogos eletrônicos de primeira pessoa, com puzzles em plataforma desenvolvida por Valve Corporation. Situado no universo de Half-Life, os dois jogos da série, Portal (2007) e Portal 2 (2011), tem como foco uma mulher, Chell, forçada a fazer uma série de testes dentro da Aperture Science Enrichment Center supervisionados pelo computador com inteligência artificial GLaDOS, que controla as instalações. Cada teste envolve o uso da Aperture Science Handheld Portal Device (do inglês, Dispositivo Portátil de Portais da Aperture Science) - a "portal gun" (do inglês, arma de portais) - que cria uma conexão de tamanho de um ser humano, semelhante a buracos de minhoca, entre duas superfícies planas.

## História
O conceito de Portal nasceu de um projeto de estudantes do DigiPen Institute of Technology, chamado Narbacular Drop.  O jogo inclui os aspectos de colocar portais em superfícies planas e usá-las para manobrar-se através dos níveis. Funcionários da Valve, assistindo à uma feita de carreira, viu o jogo e rapidamente ofereceu ao grupo inteiro trabalhos na Valve para ajudá-los a expandir sua ideia.